# كونال غروم
كونال غروم (بالإنجليزية: Conal Groom) هو مدرب تجديف أمريكي، ولد في 16 مايو 1973 في نيو هيفن في الولايات المتحدة.

## وصلات خارجية
- كونال غروم على موقع الاتحاد الدولي للتجديف (الإنجليزية)
- كونال غروم على موقع اللجنة الأولمبية الدولية (الإنجليزية)
- كونال غروم على موقع أوليمبيديا (الإنجليزية)